# أوكو
أوكو (Ukko) إله الحرب والرعد والسماء والطقس في الميثولوجيا الفنلندية ويعني اسم أوكا الرجل العجوز. يعتبر أهم إله في هذه الميثولوجيا. تستعمل في اللغة الفنلندية كلمة اوكونن (ukkonen) لقول الرعد. ويقابل اودين الإله اوكو في الميثولوجيا الإسكندنافية ولكنه يزيد عليه قوة ثور.
في الكهوف الفنلندية يوجد رسومات للرعد وهي ترمز لاوكو. اوكو هو كذلك إله الصيدين لأنه يوفر لهم الحظ عندما يتجهون للصيد.
إله الرعد والسماء، في الأساطير الفنلندية. رأى الأرض غارقة في الظلام فضرب البرق، وأرسله إلى الأرض، لكن سمكة الكركي ابتلعته في بحيرة «ألو» فراح البرق يحترق في بطن السمكة حتى ابتلعته سمكة أكبر. إلى أن اصطادهما البطل «فينامونين» الذي استعاد النار وأعطاها إلى شعبه.

## عبادة أوكو
ويُعبد «أوكو» في احتفال يسمی «زفاف أوکو»، وفي هذا الاحتفال توضع أغنام فوق الجبل المقدس ليأكلها الإله. ويأكل أوكو نصيبه ليلا، وما تبقى يكون طعامه لليوم التالي. ولقد وصف الأسقف المسيحي «أجريكولا» أحد هذه الاحتفالات في القرن السادس عشر. وقد وجد أن هناك أشياء كثيرة مخزية تحدث في مثل هذا الاحتفال على شرف الإله العظيم. ومن الواضح أن الاسقف يشير إلى طقوس العربدة الجنسية بعد أن يسكر الناس إلى حد الافراط. ثم دخلت هذه الاحتفالات بعد ذلك في الاحتفالات المسيحية، وراح الناس يضرعون إلى المسيح والقديس يوحنا بدلا من الإله أوکو.

## مراجع

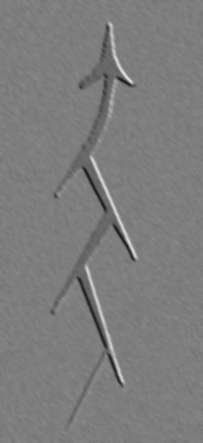
رمز اوكو